# Zullik
Zullik (Frans: Bassilly) is een dorp in de Belgische provincie Henegouwen en een deelgemeente van de Waalse gemeente Opzullik. Zullik was een zelfstandige gemeente, tot die bij de gemeentelijke herindeling van 1977 toegevoegd werd aan de gemeente Opzullik.

## Bezienswaardigheden
- De Onze-Lieve-Vrouwekerk (Église Sainte-Vierge) heeft een koor van 1768 en de overige delen zijn van de 16e eeuw en van 1660 in gotische stijl. De kerk wordt omringd door een kerkhof met een cirkelvormige ommegang.

## Natuur en landschap
Bassilly ligt op een hoogte van 47 meter aan de kerk.

## Demografische ontwikkeling
- Bronnen:NIS, Opm:1831 tot en met 1970=volkstellingen, 1976= inwoneraantal op 31 december

## Taal
De streek van Opzullik had evenals Edingen en Hove lang een tweetalig karakter. Gedeeltelijk is dit nog steeds het geval; zoals dit tot uiting komt in het volgen van het populaire tweetalig onderwijs in de streek en het feit dat veel ouders hun kinderen naar Nederlandstalige scholen sturen in Vlaanderen.

## Nabijgelegen kernen
Hellebecq, Bois-de-Lessines, Bever, Mark, Silly